# Hypnum intortoplicatum
Hypnum intortoplicatum là một loài Rêu trong họ Hypnaceae. Loài này được Lobarzewski mô tả khoa học đầu tiên năm 1847.